# Pänzer
Pänzer (gegründet als Panzer, danach The German Panzer) ist eine deutsche Heavy-Metal-Band.

## Geschichte
Die Band ging auf eine Idee des Schlagzeugers Stefan Schwarzmann zurück, der zuvor bei Running Wild, U.D.O., Accept und Helloween gespielt hat. Schwarzmann unterhielt sich mit Norbert Mandel, dem Betreiber des Clubs Z7 im schweizerischen Pratteln über diese Idee. Mandel schlug eine Triobesetzung mit dem Gitarristen Herman Frank (u. a. Accept und Victory) vor. Für den Posten des Sängers und Bassisten konnte Marcel „Schmier“ Schirmer von der Band Destruction gewonnen werden. Die Band nannte sich anfangs Panzer. Im Frühjahr 2014 nahm die Band mit dem Produzenten V.O. Pulver ihr Debütalbum auf, bevor Panzer im September des gleichen Jahres vom deutschen Label Nuclear Blast unter Vertrag genommen wurde. Aus rechtlichen Gründen musste der Bandname auf The German Panzer geändert werden. Am 28. November 2014 erschien das Debütalbum Send Them All to Hell. Im Jahre 2015 spielte The German Panzer bei Festivals wie dem Summer Breeze und dem Metal Hammer Paradise.
Herman Frank verließ im Laufe des Jahres 2016 die Band wieder. Als Nachfolger wurden mit Pontus Norgren (Hammerfall) und V.O. Pulver (Gurd, Poltergeist) gleich zwei Gitarristen vorgestellt. Da die Band nun neben zwei Deutschen einen Schweden und einen Schweizer hat, benannte sich die Band in Pänzer um. Am 6. Oktober 2017 veröffentlichte die Band ihr zweites Studioalbum Fatal Command.

## Diskografie
- 2014: Send Them All to Hell (Album, Nuclear Blast)
- 2017: Fatal Command (Album, Nuclear Blast)